# Bistrica (Crna Trava)
Bistrica es una población rural de la municipalidad de Crna Trava, en el distrito de Jablanica, Serbia.

## Geografía
Se encuentra a una altitud de 1286 metros sobre el nivel del mar.

## Demografía
Hasta 2011 la población era de 2 habitantes.